# Cathédrale de Spolète
La cathédrale de Spolète ou cathédrale Notre-Dame-de-l'Assomption (en italien : Duomo di Spoleto ou cattedrale di Santa Maria Assunta) est la cathédrale de Spolète, ville italienne située en Ombrie. Déclarée monument national italien, elle est l'église de l'archidiocèse de Spolète-Norcia.  

## Historique
L'historique de la cathédrale, édifiée sur le site d'une église plus ancienne, est assez complexe et la date de sa première édification n'est pas bien définie.
Il semblerait que la première phase de la construction de la cathédrale ait commencé autour de l'an 1067.
Elle fut édifiée aux XIe et XIIe siècles en style roman : la façade romane et le campanile furent achevés en 1207.
La cathédrale subit ensuite d'importantes modifications. Le porche roman d'origine fut remplacé au XVe siècle par un porche de style Renaissance, l'intérieur fut entièrement modifié au XVIIe siècle par le pape Urbain VIII, ancien évêque de Spolète, et son neveu Francesco Barberini qui fut à son tour évêque de Spolète. D'ultimes modifications furent enfin apportées au  XVIIIe siècle.

## Architecture
La partie la plus marquante de l'édifice est incontestablement la façade, une des plus belles de l'art roman ombrien.
Cette façade tripartite est ornée de huit rosaces et d'une grande mosaïque.

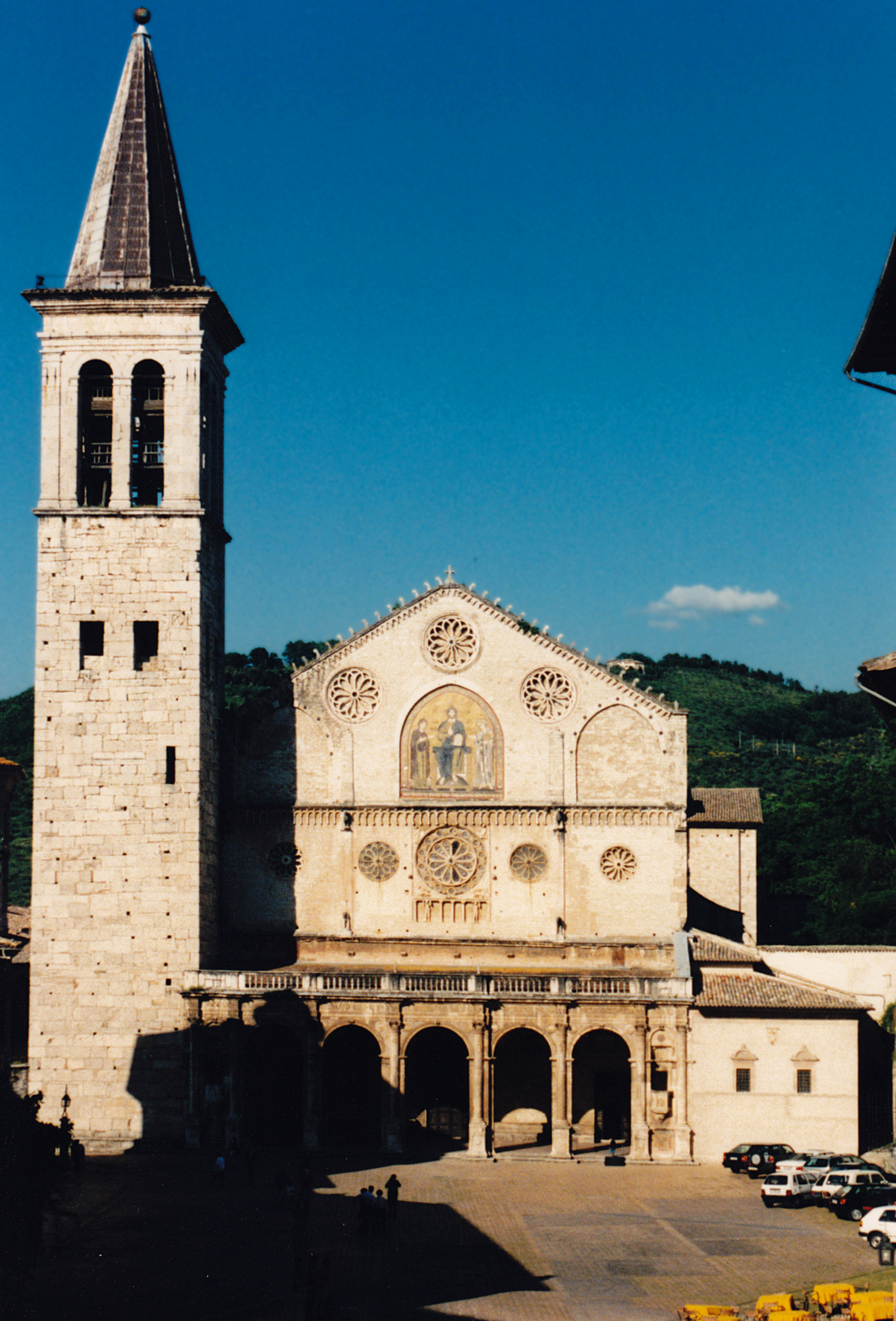
Façade à loggia et campanile.
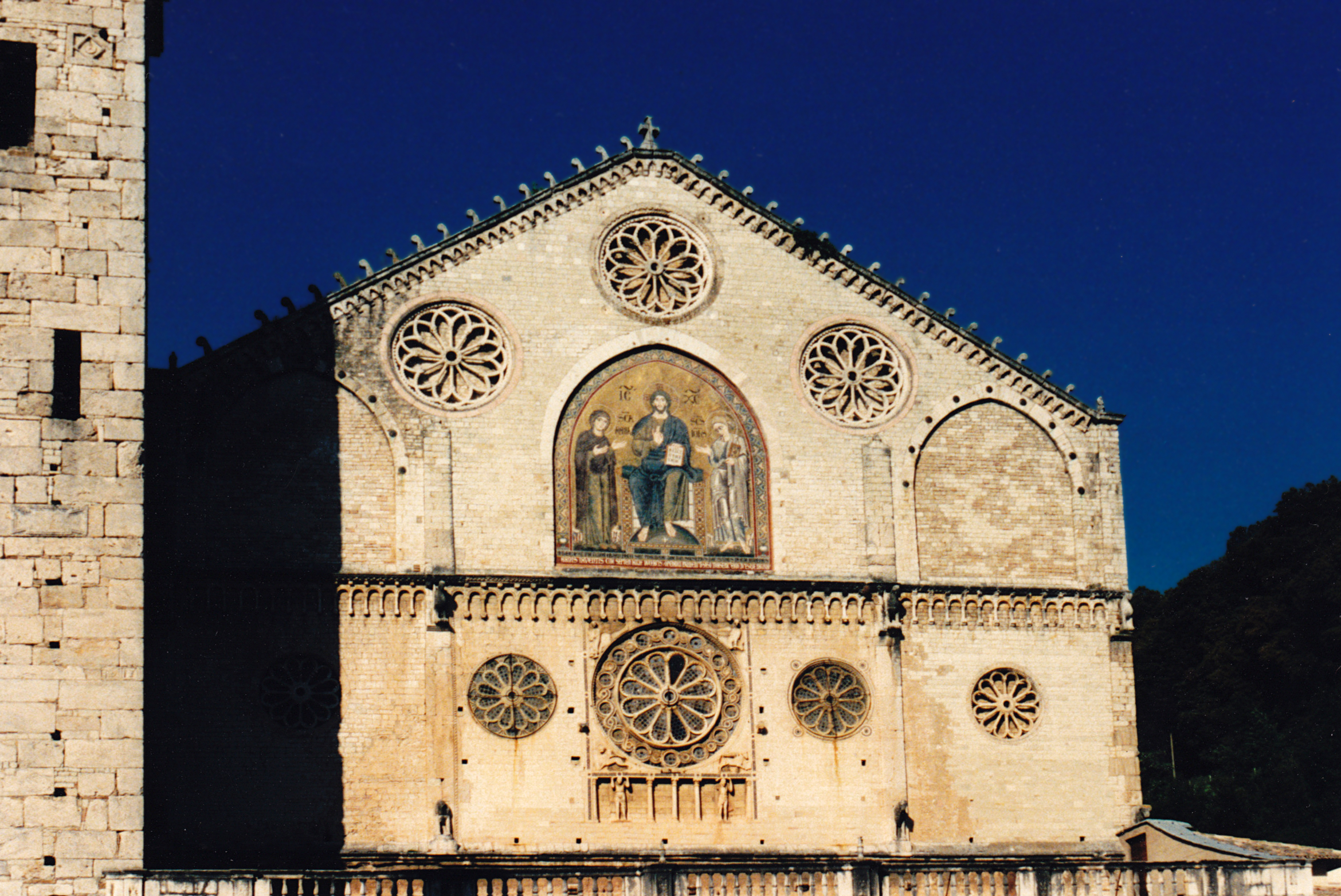
Rosaces.
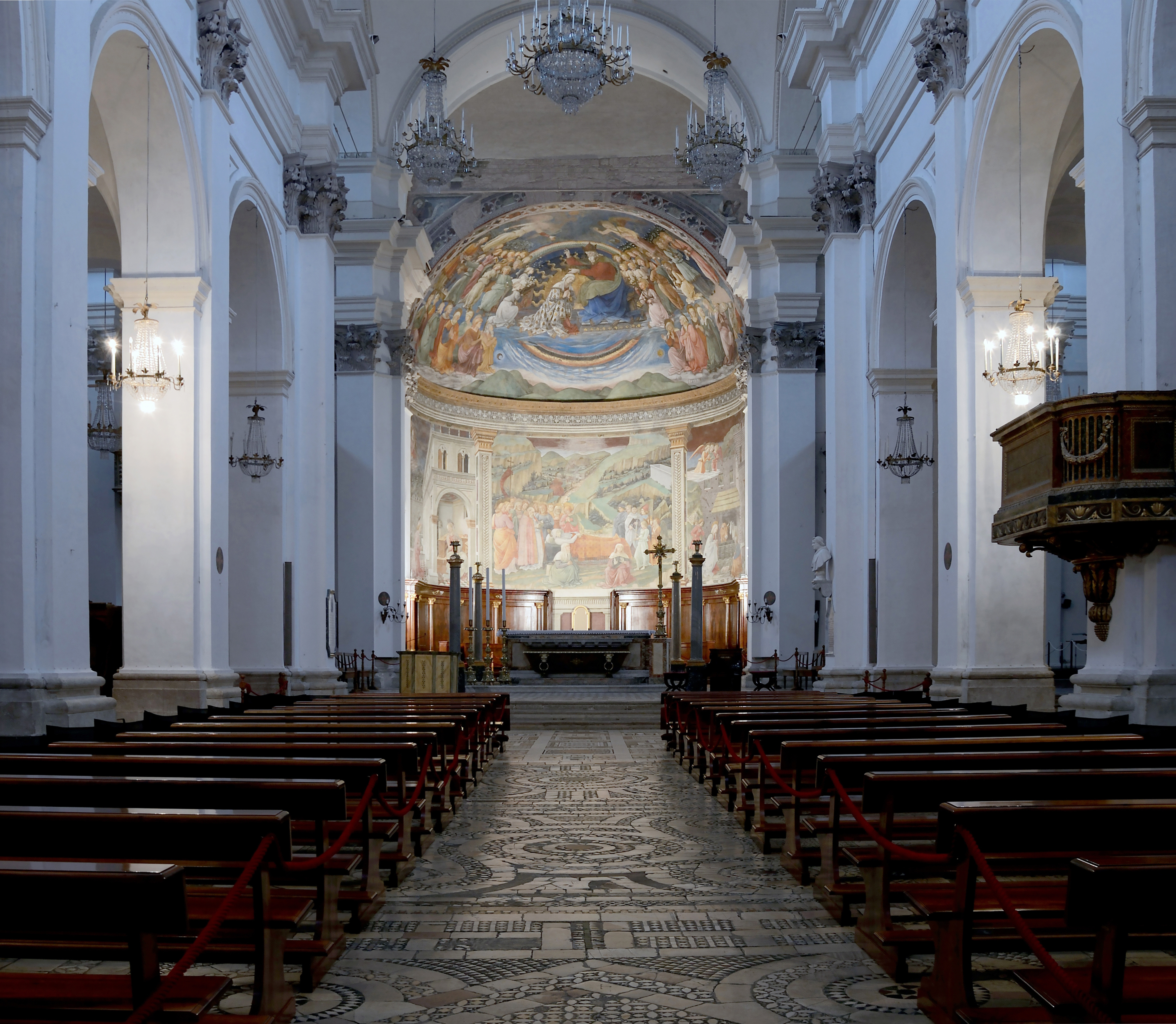
Nef en direction du chœur.

Le premier étage de la façade romane, juste au-dessus du porche Renaissance, est surmonté d'arcatures en plein cintre et est orné d'une grande rosace centrale entourée de quatre rosaces plus petites. Les deux rosaces latérales sont aveugles. La rosace centrale surmonte une galerie aveugle ornée de colonnes et de deux atlantes.
Le deuxième étage est orné de trois arcs brisés : celui du centre est orné d'une grande mosaïque représentant le Christ bénissant entre la Vierge et saint Jean et est surmonté de trois grandes rosaces aveugles.
Précédant cette façade romane, on trouve une  loggia  de style Renaissance comprenant cinq arcs supportant une terrasse et encadrés de deux chaires.

## Œuvres

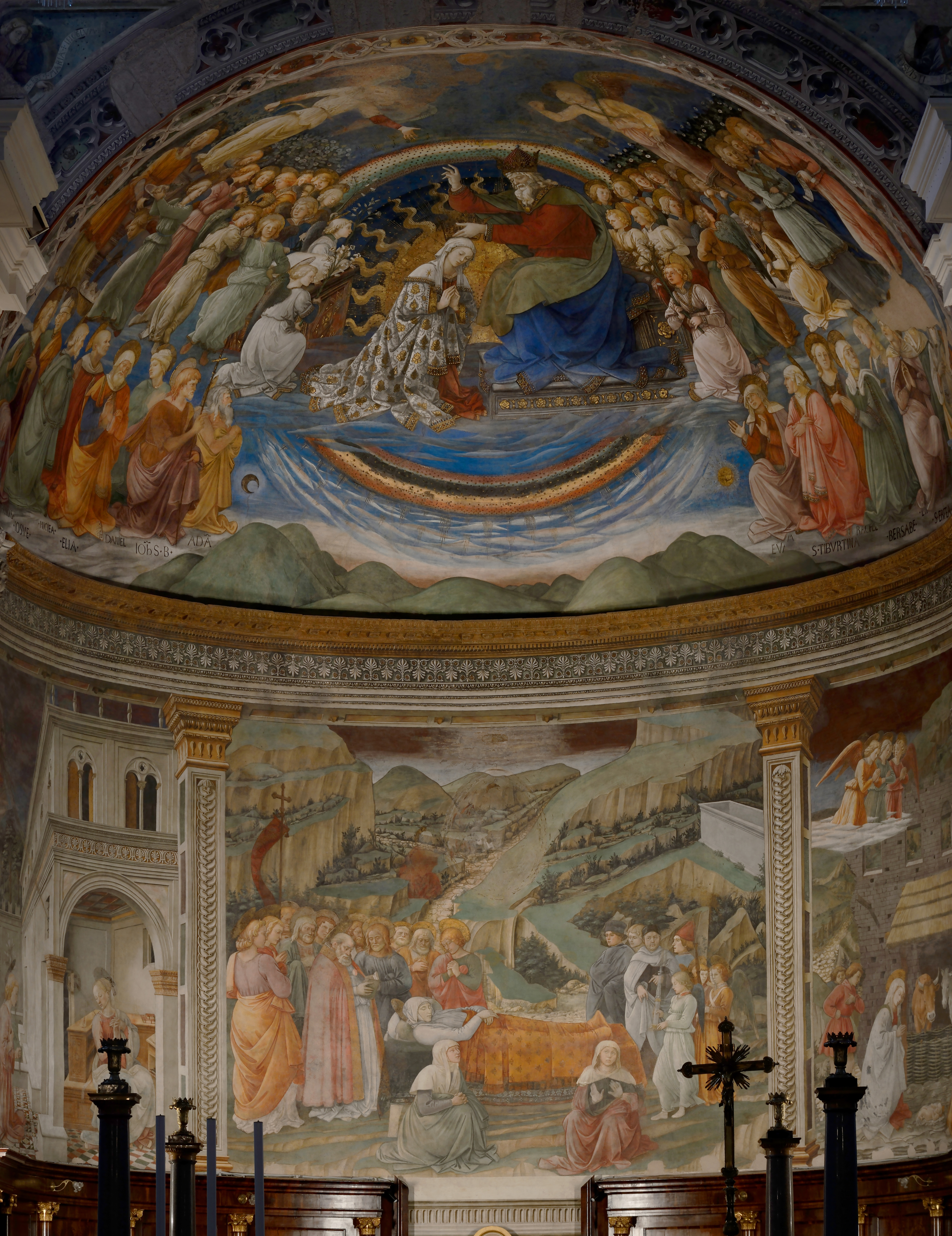
Les fresques du XVe siècle de Filippo Lippi.

À l'intérieur, le chœur est orné de fresques représentant les épisodes de la Vie  de la Vierge réalisées par Fra Filippo Lippi entre 1467 et 1469. Menacées par le projet du pape Urbain VIII d'allonger le chœur, elles furent sauvées par la volonté des citadins qui ne voulaient pas perdre ces fresques.
La chapelle de l'évêque Eroli est ornée de fresques réalisées par Pinturicchio en 1497.
Un grand crucifix peint (1187) attribué à Alberto Sotio se trouve dans une niche de la nef gauche. Il fut initialement réalisé pour l'église Saint-Jean-et-Saint-Paul à Spolète, qui contient également des fresques de cet artiste et de son entourage.

## Source
- (it) Cet article est partiellement ou en totalité issu de l’article de Wikipédia en italien intitulé « Duomo di Spoleto » (voir la liste des auteurs).

### Articles liés
- Archidiocèse de Spolète-Norcia
- Spolète
- Liste des cathédrales d'Italie